# José María Arce Bartolini
José María Arce Bartolini (n. Santo Domingo, Heredia, Costa Rica; 1894-f. 1979) fue un escritor, editor, y educador costarricense. 
Cursó estudios en los Estados Unidos en Columbia University, en España en el Universidad de Salamanca, y en Italia en el Universidad de Roma.
Fue profesor en universidades de los Estados Unidos de América, Columbia University and Dartmouth College para 40 años. 
Fue elegido como integrante de la Academia Costarricense de la Lengua en 1959, para ocupar la silla Q, vacante por muerte de Joaquín García Monge.

## Principales obras publicadas
- Poemas de amor y de muerte (1946).
- Recopilación y edición de los Cuentos de Manuel González Zeledón (1947).